# Oskuldens museum
Oskuldens museum (turkiska: Masumiyet Müzesi, engelska: Museum of Innocence) är ett museum i området Çukurcuma i Beyoğludistriktet i Istanbul i Turkiet.
Den turkiske nobelpristagaren i litteratur Orhan Pamuk skapade museet i anknytning till sin roman Oskuldens museum. Museet och boken skapades samtidigt och behandlar en historia om två familjer i Istanbul. Berättelsen och museet ger en bild av överklassliv i Istanbul från början av 1970-talet till början av 2000-talet. Romanen handlar om Kemal, en förmögen person i Istanbul som blir kär i sin fattiga kusin, och museet ställer ut de föremål som förekommer i deras kärlekshistoria. Enligt museets presentation visar museet de saker som bokens rollfigurer "använde, bar på sig, hörde, såg, samlade och drömde om, allt minutiöst arrangerat i lådor och visningsskåp". Samlingen, som innefattar mer än ett tusental föremål, ställs ut i ett 1800-talshus i hörnet av Çukurcuma Sk och Dalgiç Sk.

## Historik
Orhan Pamuk började samla objekt till museet i mitten av 1990-talet. Han har sagt att en del av objekten kommer från hans familj och hans vänner, medan andra har införskaffats på andra håll i Istanbul och på andra ställen världen runt, men han har inte angivit vilka föremål som är direkt relaterade till hans eget liv utan vidhåller att museets berättelse ska kopplas till romanens och inte till Pamuks eget liv.”

## Koncept
Museet är beläget i en del av Istanbul som är känd för antikaffärer vid trånga gator. Det innehåller ett antal tablåer, var och en motsvarande ett av romanens 83 kapitel. Utställningen inbegriper en stor glaslåda som innehåller 4 213 fimpar av cigaretter som Füsun har rökt, en samling saltkar, samt målningar och kartor av de gator där romanens berättelse framskrider. Alla föremål i museets fyra våningsplan refererar till romanen och den nyss förgångna period under vilken den utspelar sig.
Orhan Pamuk utvecklade museets idé och bokens parallellt från första början, så museet kan inte ses som ett museum över boken. Istället har ömsesidiga influenser skett mellan framväxten av det ena konstobjektet och det andra.
Oskuldens museum fick European Museum of the Year Award 2014.